# Yakeen
 (septembre 2021).
Si vous disposez d'ouvrages ou d'articles de référence ou si vous connaissez des sites web de qualité traitant du thème abordé ici, merci de compléter l'article en donnant les références utiles à sa vérifiabilité et en les liant à la section « Notes et références ».

Yakeen est un film indien réalisé par Girish Dhamija en 2005 avec Priyanka Chopra et Arjun Rampal. Le film s'inspire du scénario du film américain Troubles.

## Synopsis
Combien seriez vous prêt à payer pour avoir l’amour de votre vie ? Combien seriez vous prêt à donner pour vivre la vie d’un autre ? Yakeen commence par un accident. Une sortie de route, une falaise, quelques tonneaux Nikhil [Arjun Rampal], et Simar sa femme [Priyanka Chopra] s’en sortent quand même vivants. Cependant, Simar sort de l’accident seulement avec quelques blessures superficielles alors que Nikhil se retrouve complément dévisagé, une jambe cassée, et a perdu totalement la mémoire. Que s’est-il passé sur cette route ? Qui conduisait ? Reprenant petit à petit sa vie… il essaie de se rappeler quelques bons souvenirs. Mais rien ne semble lui appartenir dans cette vie… ?! Ses amis vont l’aider à retrouver la mémoire. Mais ce qu’il va découvrir, lui-même n’y aurait jamais cru ! 